# 키사 크와니 바자르
키사 콰니 또는 키사 크와니 바자르(파슈토어: قصه خوانۍ بازار, 우르두어: قصہ خوانی بازار;"이야기꾼 시장")는 파키스탄 카이베르파크툰크와주의 주도인 페샤와르에 있는 바자르이다.

## 배경
카이베르파크툰크와주(당시 북서 변경주)의 지명록, 여행가 로웰 토머스, 그리고 페샤와르의 영국인 위원 허버트 에드워즈는 이 바자르를 "중앙아시아의 피카딜리"라고 불렀다.

## 역사
1930년 4월 23일, 영국령 인도 육군 병사들이 키사 콰니 바자르에서 반식민지 시위대에게 총격을 가해 약 400명을 살해했다. 식민 당국은 결국 영국령 인도 육군이 학살로 179명을 살해했다고 인정했으며, 이는 인도 전역에서 시위를 촉발하고 새로 형성된 쿠다이 키드마트가르 운동을 부각시켰다.
2010년에는 전력 부족에 항의하는 시위에서 폭탄 공격으로 25명이 사망했다. 시장은 2013년 무장 세력의 다시 공격 대상이 되었고, 220kg 폭탄을 사용하여 40명 이상을 살해하고, 인근 모스크를 손상시키고 여러 역사적인 목조 건물을 불태웠다.
2022년 3월 4일, 63명이 사망하고 196명이 주무아 기도 중 모스크에서 발생한 자살 공격으로 부상을 입었다.
키사 콰니 바자르는 차이와 퀘화 주택으로 유명하며, 또한 여러 유명한 인도 영화 배우들이 이 지역에 기원과 가족 관계를 가지고 있기 때문에 유명하다. 인도 영화 배우 딜립 쿠마르는 1922년 12월 11일경 키사 콰니 바자르에서 태어났다. 그는 아완 가문에 속했다. 배우 라지 카푸르와 그의 삼촌인 배우 트릴록 카푸르도 이 지역에서 태어났다. 배우 샤루크 칸의 가족은 여전히 이 지역에 살고 있다.

## 갤러리

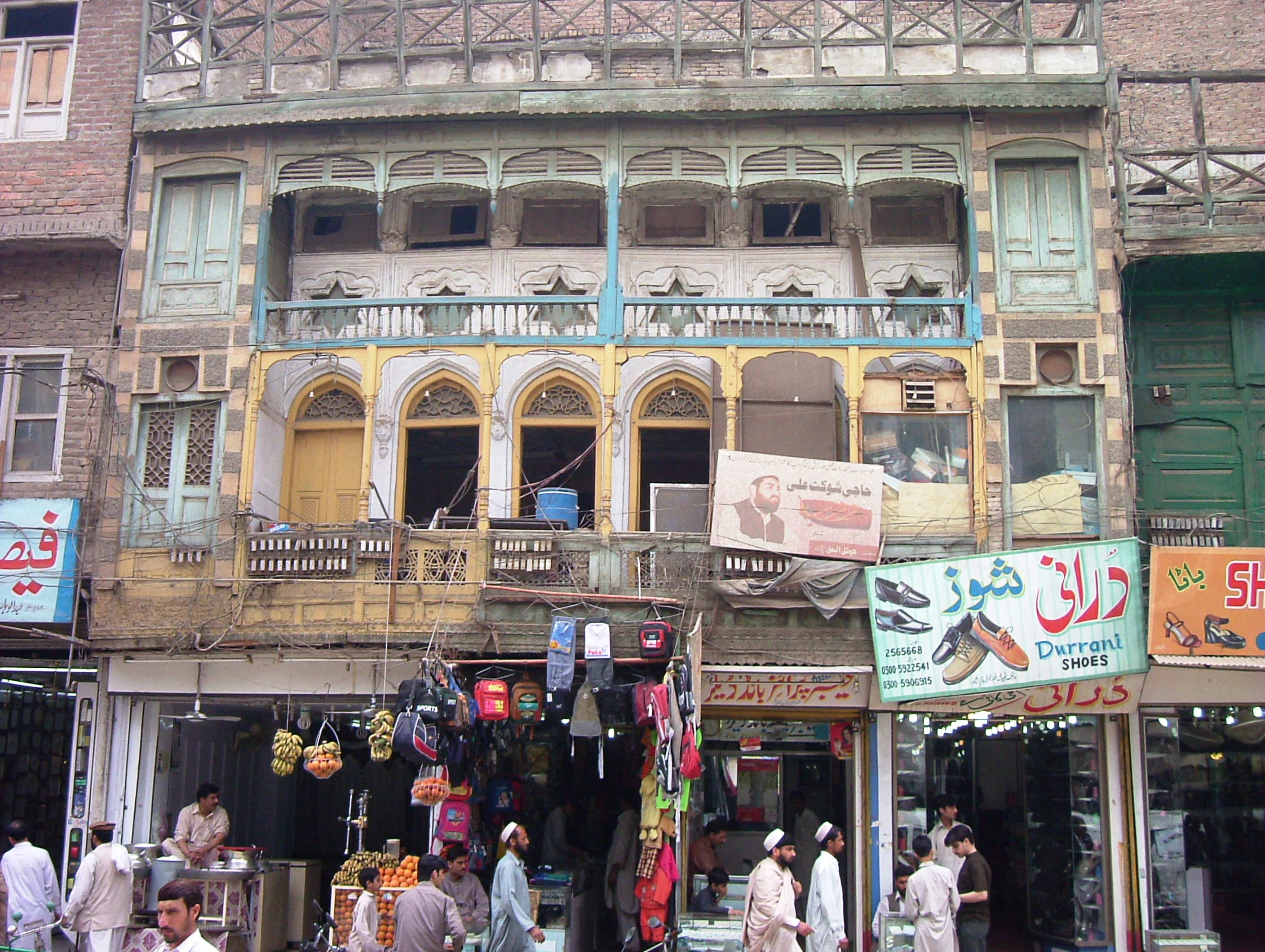
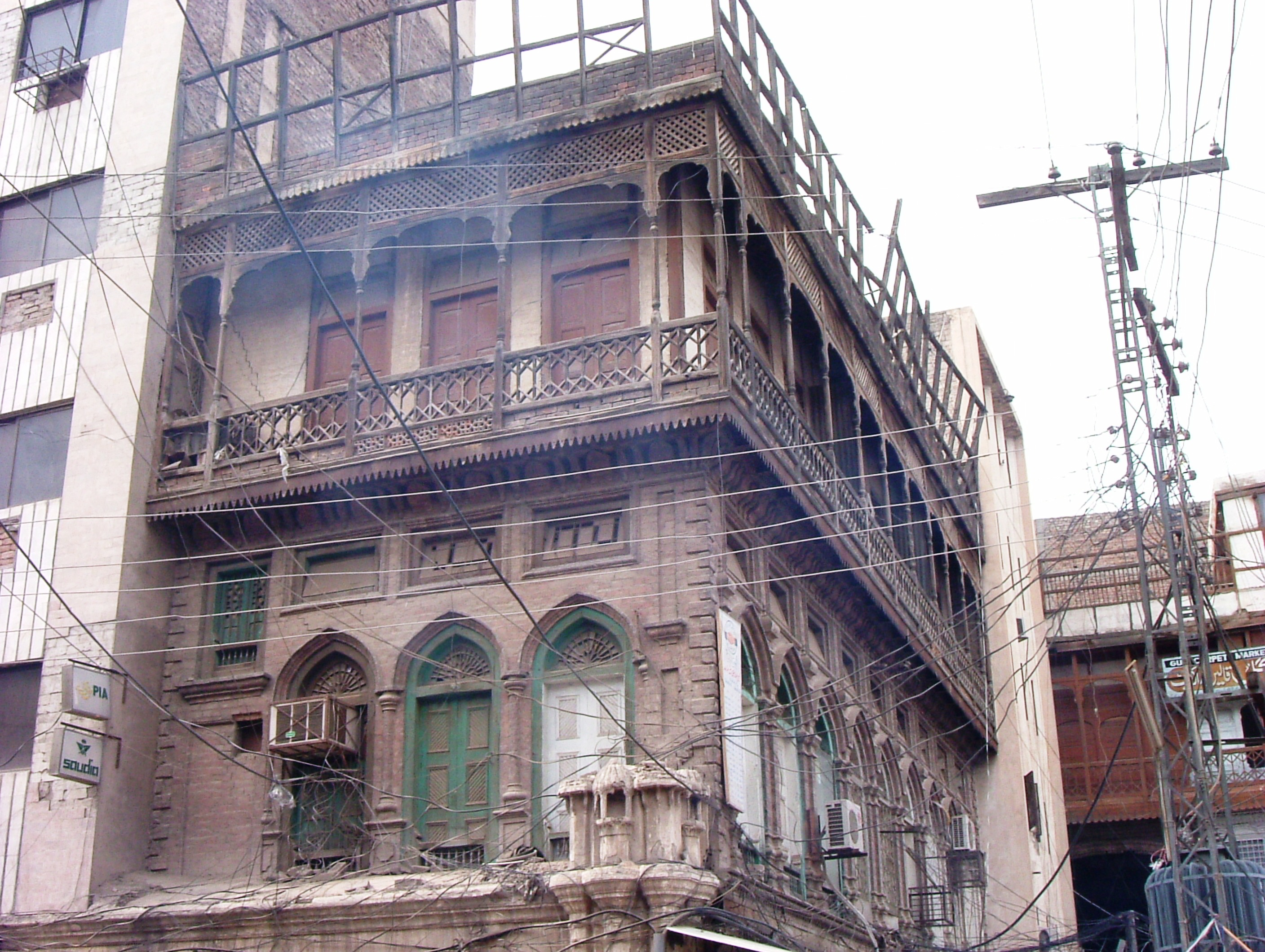
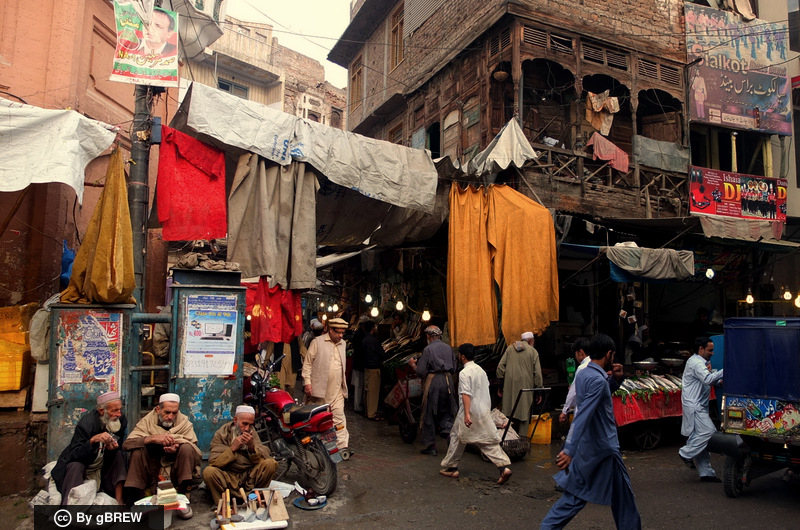
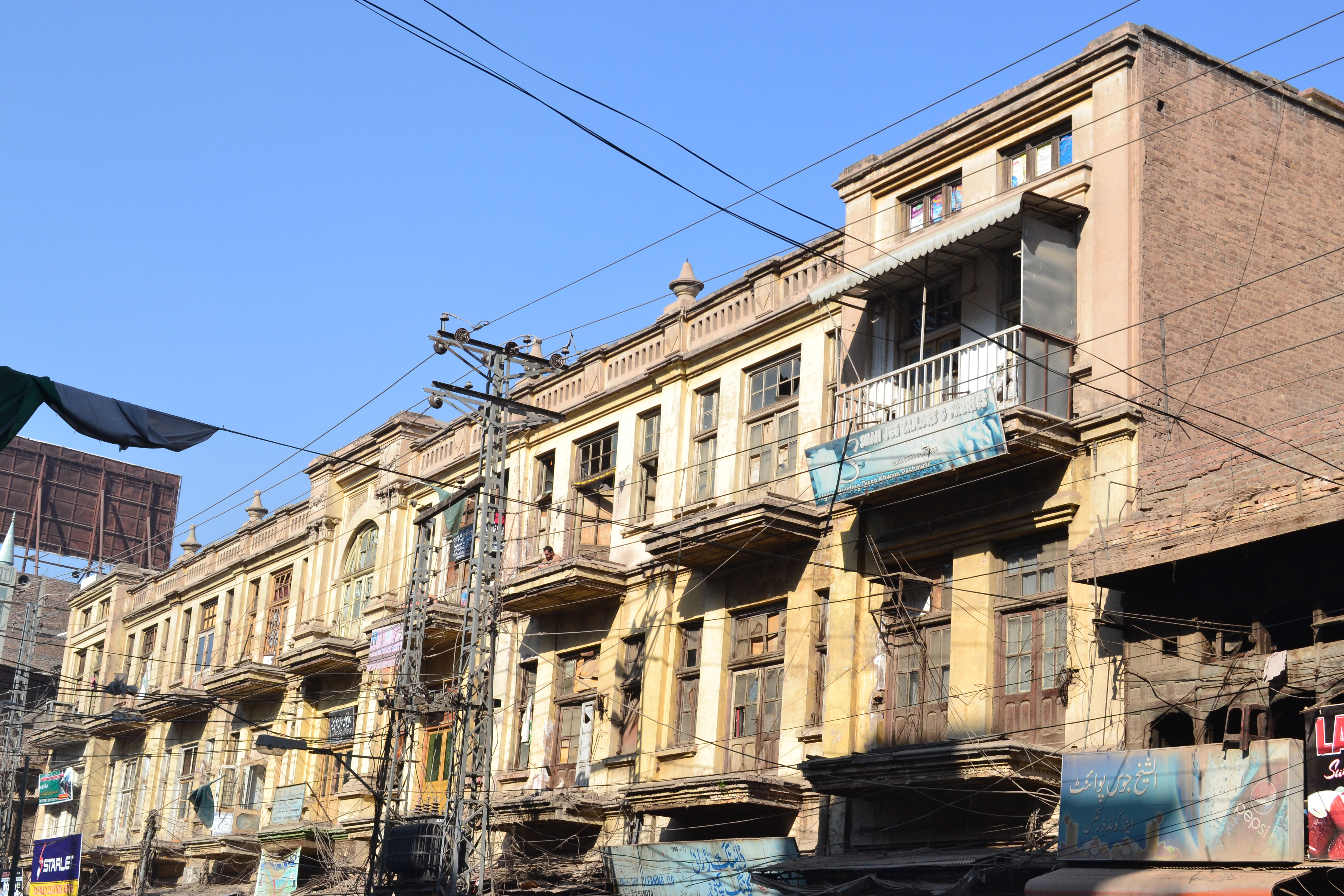
아프간 건물
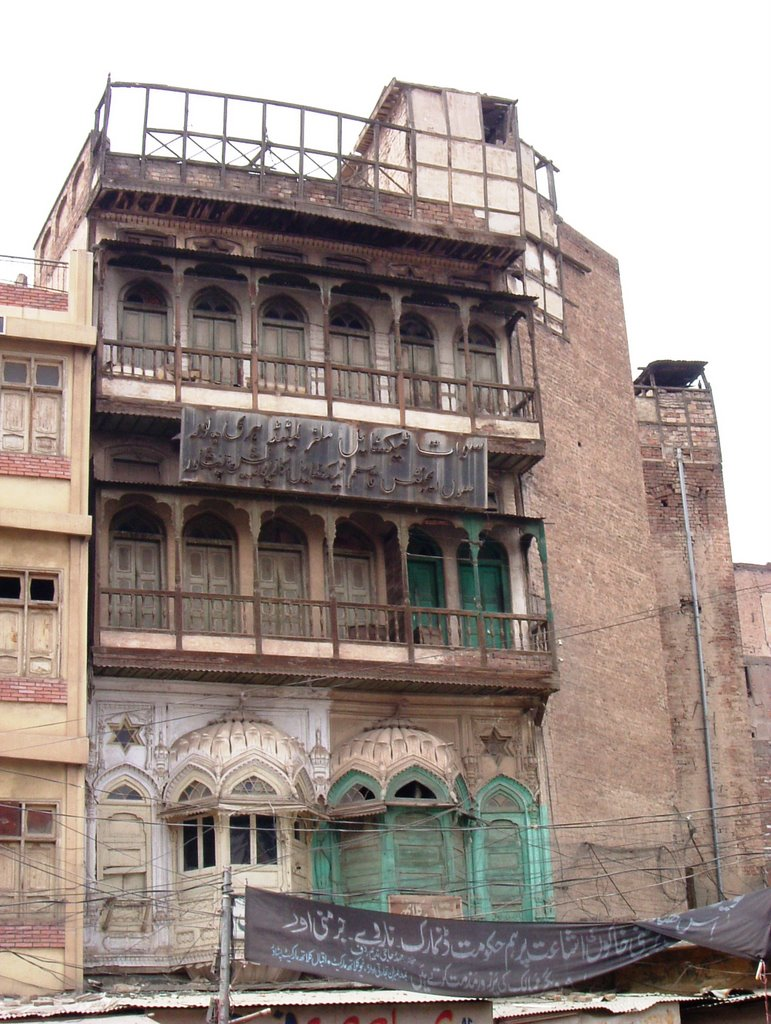
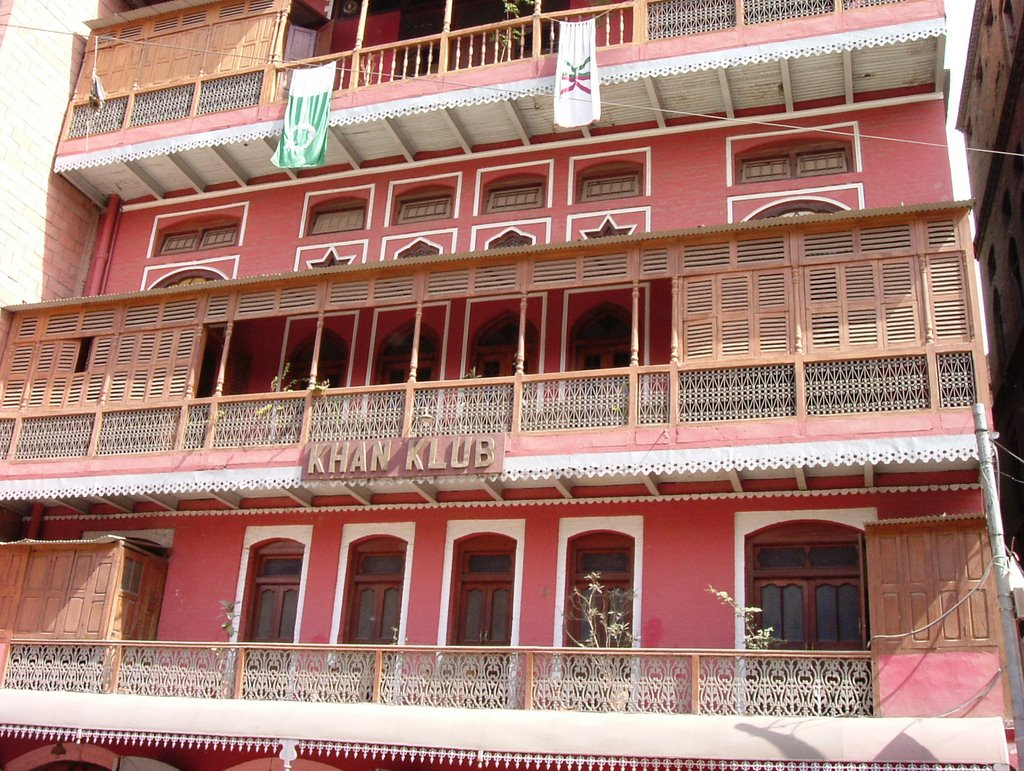
일부 오래된 건물은 개조 및 변경되었다
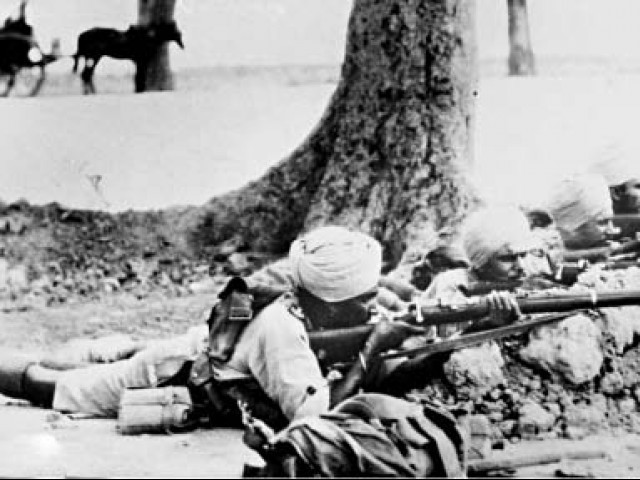
1930년 학살 당시 페샤와르의 영국령 인도 육군 병사들

## 주목할 만한 인물
- 수린데르 카푸르, 배우/프로듀서 아닐 카푸르, 보니 카푸르, 산제이 카푸르의 아버지
- 발리우드의 카푸르 가문은 조상들이 사문드리를 떠나 이곳에 정착한 후 영구적으로 뭄바이로 이주하기 전에 이곳에 뿌리를 두었다.
- 딜립 쿠마르
- 나시르 칸

## 같이 보기
- 시장 (장소)
- 소매 (상업)
- 수크